# Turniej o Puchar Burmistrza Rawicza 2006
Puchar Burmistrza Rawicza 2006 – turniej żużlowy, rozegrany po raz 12. w Rawiczu indywidualnie i w parach, w którym zwyciężyła para Piotr Świderski i Marcin Nowaczyk reprezentując grupę Ewa Mendel Team, natomiast indywidualny turniej wygrał Piotr Świderski. Turniej był równocześnie Memoriałem Jerzego Zelka.

## Pary
- Rawicz, 16 września 2006
- Sędzia: Ryszard Głód

| Miejsce | Grupa                | Suma | Zawodnicy                                                                       | Punkty                                                       |
| ------- | -------------------- | ---- | ------------------------------------------------------------------------------- | ------------------------------------------------------------ |
| złoto   | Ewa Mendel Team      | 27   | Piotr Świderski Marcin Nowaczyk                                                 | 17 (2,3,3,3,3,3) 10 (3,2,0,2,2,1)                            |
| srebro  | TAD-LEN              | 22   | Adam Skórnicki Rafał Okoniewski                                                 | 11 (3,1,3,2,2,0) 11 (1,2,2,1,3,2)                            |
| brąz    | Metalika             | 19   | Robert Miśkowiak Tomasz Łukaszewicz                                             | 12 (1,3,2,3,wsu,3) 7 (2,2,1,0,1,1)                           |
| 4       | Agromix              | 18   | Adrian Gomólski Dawid Cieślewicz                                                | 10 (1,2,2,1,2,2) 8 (0,0,d,2,3,3)                             |
| 5       | PZ SKOK              | 17   | Adrian Płuska Zbigniew Suchecki                                                 | 2 (1,0,0,1,0,0) 15 (3,3,3,3,1,2)                             |
| 6       | Fermy Drobiu Woźniak | 12   | Piotr Dym Ronnie Jamroży                                                        | 12 (3,1,3,2,1,3) 0 (u,ns,ns,ns,ns,ns)                        |
| 7       | RAWAG                | 6    | Andrzej Zieja Robert Mikołajczak rez. Michał Łopaczewski rez. Bolesław Kułtucki | 6 (2,1,1,1,ns,1) 0 (0,0,d,0,ns,ns) 1 (0,t,0,0,1) 5 (1,0,1,3) |

## Indywidualny
W turnieju indywidualnym pojechało ośmiu najlepszych zawodników turnieju par. Przeprowadzono półfinały i finał.

### 1. półfinał
| Miejsce | Zawodnik         | Klub         |
| ------- | ---------------- | ------------ |
| 1       | Piotr Świderski  | Wrocław      |
| 2       | Rafał Okoniewski | Zielona Góra |
| 3       | Piotr Dym        | Równe        |
| 4       | Adam Skórnicki   | Poznań       |

### 2. półfinał
| Miejsce | Zawodnik          | Klub         |
| ------- | ----------------- | ------------ |
| 1       | Robert Miśkowiak  | Leszno       |
| 2       | Zbigniew Suchecki | Zielona Góra |
| 3       | Adrian Gomólski   | Gniezno      |
| 4       | Marcin Nowaczyk   | Zielona Góra |

### Finał
| Miejsce | Zawodnik           | Klub         |
| ------- | ------------------ | ------------ |
| złoto   | Piotr Świderski    | Wrocław      |
| srebro  | Robert Miśkowiak   | Leszno       |
| brąz    | Rafał Okoniewski   | Zielona Góra |
| 4       | Zbigniew Suchecki  | Zielona Góra |
| 5       | Piotr Dym          | Równe        |
| 6       | Adrian Gomólski    | Gniezno      |
| 7       | Adam Skórnicki     | Poznań       |
| 8       | Marcin Nowaczyk    | Zielona Góra |
| 9       | Dawid Cieślewicz   | Gniezno      |
| 10      | Tomasz Łukaszewicz | Krosno       |
| 11      | Andrzej Zieja      | Rawicz       |
| 12      | Bolesław Kułtucki  | Rawicz       |
| 13      | Adrian Płuska      | Rawicz       |
| 14      | Michał Łopaczewski | Bydgoszcz    |
| 15      | Robert Mikołajczak | Rawicz       |
| 16      | Roni Jamroży       | Wrocław      |